# 1211
Il 1211 (MCCXI in numeri romani) è un anno  del XIII secolo.

## Eventi
- Primo documento in lingua italiana sino ad oggi ritrovato: frammento di conto commerciale redatto a Siena
- 3 maggio - Rogo di ben 400 eretici catari a Lavaur nel sud della Francia, da parte della chiesa
- 14 settembre - Fondazione dei Canonici Regolari dell'Ordine della Santa Croce

## Nati
- 25 aprile - Federico II di Babenberg, nobile austriaco († 1246)
- 22 settembre - Ibn Khallikan, magistrato iracheno († 1282)
- Agnese di Boemia, religiosa ceca († 1282)
- Casimiro I di Cuiavia, duca († 1267)
- Eleonora di Portogallo, regina († 1231)
- Enrico VII di Hohenstaufen, re tedesco († 1242)
- Salomea di Polonia, nobile e religiosa polacca († 1268)

## Morti
- 21 febbraio - Aimone di Briançon, arcivescovo cattolico e nobile
- 13 marzo - Umberto IV da Pirovano, cardinale italiano
- 14 marzo - Pietro Gallozia, cardinale e vescovo cattolico italiano
- 16 maggio - Miecislao IV di Polonia, sovrano polacco
- 30 maggio - Gregorio Carelli, cardinale italiano
- 9 agosto - Guglielmo de Braose, IV signore di Bramber, nobile britannico
- 3 novembre - Alpaide, beata francese
- Alessio III Angelo, imperatore bizantino
- Aram di Delhi, sultano
- Eufrosina Ducena Camatera, imperatrice bizantina
- Tommaso Morosini, patriarca cattolico italiano
- Shizuka Gozen, danzatrice giapponese (n. 1165)
- Ugone I di Arborea, sovrano (n. 1178)
- Urraca del Portogallo, principessa portoghese (n. 1148)
- Kaykhusraw I, sultano
- Roger de Lacy, militare e nobile inglese (n. 1170)

## Calendario
| Calendario 1211 | Calendario 1211 | Calendario 1211 | Calendario 1211 | Calendario 1211 | Calendario 1211 | Calendario 1211 | Calendario 1211 | Calendario 1211 | Calendario 1211 | Calendario 1211 | Calendario 1211 | Calendario 1211 | Calendario 1211 | Calendario 1211 | Calendario 1211 | Calendario 1211 | Calendario 1211 | Calendario 1211 | Calendario 1211 | Calendario 1211 | Calendario 1211 | Calendario 1211 | Calendario 1211 | Calendario 1211 | Calendario 1211 | Calendario 1211 | Calendario 1211 | Calendario 1211 | Calendario 1211 | Calendario 1211 | Calendario 1211 | Calendario 1211 |
| --------------- | --------------- | --------------- | --------------- | --------------- | --------------- | --------------- | --------------- | --------------- | --------------- | --------------- | --------------- | --------------- | --------------- | --------------- | --------------- | --------------- | --------------- | --------------- | --------------- | --------------- | --------------- | --------------- | --------------- | --------------- | --------------- | --------------- | --------------- | --------------- | --------------- | --------------- | --------------- | --------------- |
|                 | 1               | 2               | 3               | 4               | 5               | 6               | 7               | 8               | 9               | 10              | 11              | 12              | 13              | 14              | 15              | 16              | 17              | 18              | 19              | 20              | 21              | 22              | 23              | 24              | 25              | 26              | 27              | 28              | 29              | 30              | 31              |                 |
| Gennaio         | Sa              | Do              | Lu              | Ma              | Me              | Gi              | Ve              | Sa              | Do              | Lu              | Ma              | Me              | Gi              | Ve              | Sa              | Do              | Lu              | Ma              | Me              | Gi              | Ve              | Sa              | Do              | Lu              | Ma              | Me              | Gi              | Ve              | Sa              | Do              | Lu              |                 |
| Febbraio        | Ma              | Me              | Gi              | Ve              | Sa              | Do              | Lu              | Ma              | Me              | Gi              | Ve              | Sa              | Do              | Lu              | Ma              | Me              | Gi              | Ve              | Sa              | Do              | Lu              | Ma              | Me              | Gi              | Ve              | Sa              | Do              | Lu              |                 |                 |                 |                 |
| Marzo           | Ma              | Me              | Gi              | Ve              | Sa              | Do              | Lu              | Ma              | Me              | Gi              | Ve              | Sa              | Do              | Lu              | Ma              | Me              | Gi              | Ve              | Sa              | Do              | Lu              | Ma              | Me              | Gi              | Ve              | Sa              | Do              | Lu              | Ma              | Me              | Gi              |                 |
| Aprile          | Ve              | Sa              | Do              | Lu              | Ma              | Me              | Gi              | Ve              | Sa              | Do              | Lu              | Ma              | Me              | Gi              | Ve              | Sa              | Do              | Lu              | Ma              | Me              | Gi              | Ve              | Sa              | Do              | Lu              | Ma              | Me              | Gi              | Ve              | Sa              |                 |                 |
| Maggio          | Do              | Lu              | Ma              | Me              | Gi              | Ve              | Sa              | Do              | Lu              | Ma              | Me              | Gi              | Ve              | Sa              | Do              | Lu              | Ma              | Me              | Gi              | Ve              | Sa              | Do              | Lu              | Ma              | Me              | Gi              | Ve              | Sa              | Do              | Lu              | Ma              |                 |
| Giugno          | Me              | Gi              | Ve              | Sa              | Do              | Lu              | Ma              | Me              | Gi              | Ve              | Sa              | Do              | Lu              | Ma              | Me              | Gi              | Ve              | Sa              | Do              | Lu              | Ma              | Me              | Gi              | Ve              | Sa              | Do              | Lu              | Ma              | Me              | Gi              |                 |                 |
| Luglio          | Ve              | Sa              | Do              | Lu              | Ma              | Me              | Gi              | Ve              | Sa              | Do              | Lu              | Ma              | Me              | Gi              | Ve              | Sa              | Do              | Lu              | Ma              | Me              | Gi              | Ve              | Sa              | Do              | Lu              | Ma              | Me              | Gi              | Ve              | Sa              | Do              |                 |
| Agosto          | Lu              | Ma              | Me              | Gi              | Ve              | Sa              | Do              | Lu              | Ma              | Me              | Gi              | Ve              | Sa              | Do              | Lu              | Ma              | Me              | Gi              | Ve              | Sa              | Do              | Lu              | Ma              | Me              | Gi              | Ve              | Sa              | Do              | Lu              | Ma              | Me              |                 |
| Settembre       | Gi              | Ve              | Sa              | Do              | Lu              | Ma              | Me              | Gi              | Ve              | Sa              | Do              | Lu              | Ma              | Me              | Gi              | Ve              | Sa              | Do              | Lu              | Ma              | Me              | Gi              | Ve              | Sa              | Do              | Lu              | Ma              | Me              | Gi              | Ve              |                 |                 |
| Ottobre         | Sa              | Do              | Lu              | Ma              | Me              | Gi              | Ve              | Sa              | Do              | Lu              | Ma              | Me              | Gi              | Ve              | Sa              | Do              | Lu              | Ma              | Me              | Gi              | Ve              | Sa              | Do              | Lu              | Ma              | Me              | Gi              | Ve              | Sa              | Do              | Lu              |                 |
| Novembre        | Ma              | Me              | Gi              | Ve              | Sa              | Do              | Lu              | Ma              | Me              | Gi              | Ve              | Sa              | Do              | Lu              | Ma              | Me              | Gi              | Ve              | Sa              | Do              | Lu              | Ma              | Me              | Gi              | Ve              | Sa              | Do              | Lu              | Ma              | Me              |                 |                 |
| Dicembre        | Gi              | Ve              | Sa              | Do              | Lu              | Ma              | Me              | Gi              | Ve              | Sa              | Do              | Lu              | Ma              | Me              | Gi              | Ve              | Sa              | Do              | Lu              | Ma              | Me              | Gi              | Ve              | Sa              | Do              | Lu              | Ma              | Me              | Gi              | Ve              | Sa              |                 |